# Abbeville (Mississippi)
Pour les articles homonymes, voir Abbeville (homonymie).
La ville américaine d’Abbeville est située dans le comté de Lafayette, dans l’État du Mississippi. Lors du recensement de 2010, sa population s’élevait à 419 habitants.

## Source
- (en) Cet article est partiellement ou en totalité issu de l’article de Wikipédia en anglais intitulé « Marietta, Mississippi » (voir la liste des auteurs).